# نغم أبو سمرة
نغم مروان إبراهيم أبو سمرة (12 سبتمبر 1997 - 11 يناير 2024)، هي بطلة فلسطين في لعبة الكاراتيه، استشهدت خلال الحرب الفلسطينية الإسرائيلية على قطاع غزة المندلعة منذ السابع من أكتوبر عام 2023.

## الجوائز
كانت قد حصدت في الأعوام 2017 و2018 المستوى الثاني على مستوى بطولة فلسطين في الكاراتيه، والمركز الأول على مستوى قطاع غزة، وحصلت بسن مبكرة جدا على الحزام الأسود ضمن الفئات العمرية عام 2011، لتنضم لاحقًا للمنتخب الوطني الفلسطيني.

## التحصيل الأكاديمي
حاصلة على شهادة البكالوريوس والماجستير بالتربية الرياضية وافتتحت أول صالة نسائية في غزة لتدريب لعبة "الكاراتيه" القتالية للنساء. وعملت على نشر اللعبة بين النساء.

## الوفاة
استشهدت نغم أبو سمرة في 11 يناير/ كانون الثاني عام 2024 متأثرة بإصابتها نتيجة بتر ساقها وإصابات مختلفة في الجسد أدخلتها في غيبوبة، جراء قصف الاحتلال الإسرائيلي منزلها بمخيم النصيرات وسط قطاع غزة في ديسمبر/ كانون الأول 2023 في الحرب التي تشنها إسرائيل على القطاع من السابع من أكتوبر 2023، استشهدت في مشفى في سيناء بمصر وكانت في طريقها للعلاج في تركيا.